# Robert Chambers (homme politique)
Pour les articles homonymes, voir Chambers et Robert Chambers (homonymie).
Robert Chambers, né le 17 mars 1809 à Hull et mort le 1er janvier 1886 à Québec, est un homme politique québécois. Il est le dernier anglophone à occuper le poste de maire de Québec.

## Biographie
Il étudie le droit et après le métier d'avocat auprès de Hector-Siméon Huot. Il est reçu au Barreau du Bas-Canada le 14 juin 1834. En 1837, son frère Charles est reconnu coupable de vol, mais sa réputation à Québec comme avocat va demeurer.
En 1872, il est élu échevin pour le district de Jacques-Cartier. Il siège alors sur différents comités municipaux. En 1876 et 1877, il est maire suppléant. En 1878, il est élu maire de Québec. Lors de la première année de son mandat, les événements de la grève ouvrière de juin 1878 le pousse à faire usage des mesures de la loi de l'émeute. Le 9 juin 1879, il inaugure la terrasse Dufferin. Il se retire de la vie publique en 1880 et décède en 1886.